# RPG-29
RPG-29 Vampir je sovjetski prijenosni antitenkovski projektil. Razvijen je tijekom 1980-ih godina te je još uvijek sposoban uništiti oklop mnogih modernih tenkova.

## Opis
RPG-29 je prijenosni protu-tenkovski raketni bacač granata. Osmišljen je da ga nosi i koristi jedan vojnik koji granatu ispaljuje držeći raketni bacač na jednom ramenu. Na vrhu cijevi bacača moguće je postaviti 1P38 optiku koja ima 2,7x zoom. Također može se koristiti i optika 1PN51-2 koja ima mogućnot gledanja po noći (eng. night vision).

## Korišteni projektili
Za RPG-29 dostupne su dvije vrste projektila (granate):
- PG-29V (protu-tenkovski i protu-bunkerski projektil)
- TBG-29V (protu-pješački projektil)

Oba projektila na svojim krajevima imaju osam krilca koje omogućuju stabilizaciju rakete tijekom leta.
Bojne glave, odnosno eksplozivno punjenje obaju projektila je iznimno snažno, tako da su u testiranjima na tenkovima T-80 i T-90 rakete uništile tenkove, bez obzira na debeli oklop i trup obaju tenkova. Maksimalni učinkoviti domet projektila je 500 metara.

## Povijest korištenja
RPG-29 ulazi u službu Crvene armije 1989. godine.
Izraelske dnevne novine Haaretz objavile su da je RPG-29 bio glavni uzrok izraelskih vojnih žrtava u Izraelsko-libanonskom ratu 2006. godine, iako je glasnogovornik ruskog ministarstva vanjskih poslova zanijekao tvrdnju da Rusija to oružje izravno isporučuje Hezbollahu.
Godine 2007. britanski službenici potvrdili su da je RPG-29 uništio trup tenka Challenger 2 u iračkom gradu al-Amarah, ranivši tako britanske članove posade.
U svibnju 2008. je New York Times otkrio da je američki tenk M1 Abrams teško oštećen u Iraku od raketnog bacača RPG-29.

## Korisnici

### Postojeći korisnici
- Bugarska
- Irak
- Iran
- Meksiko
- Pakistan
- Rusija
- Sirija: u službi sirijskih oružanih snaga[1] i pobunjeničke Slobodne sirijske vojske.[2][3]
- Ukrajina
- Vijetnam

### Bivši korisnici
- SSSR
- Čehoslovačka
- Njemačka Demokratska Republika

## Vanjske poveznice
- RPG - Profil raketnog bacača RPG  Arhivirana inačica izvorne stranice od 5. siječnja 2010. (Wayback Machine)
- Informacije o raketnim bacačima iz serije RPG  Arhivirana inačica izvorne stranice od 5. siječnja 2010. (Wayback Machine)
- Službeno priopćenje kojim Rusija odbija tvrdnju da prodaje RPG-29 Hezbollahu  Arhivirana inačica izvorne stranice od 20. kolovoza 2006. (Wayback Machine)